# Messé
Messé – miejscowość i gmina we Francji, w regionie Nowa Akwitania, w departamencie Deux-Sèvres.
Według danych na rok 2018 gminę zamieszkiwało 196 osób, a gęstość zaludnienia wynosiła 15,6 osób/km² (wśród 1467 gmin regionu Poitou-Charentes Messé plasuje się na 782. miejscu pod względem liczby ludności, natomiast pod względem powierzchni na miejscu 729.). Burmistrzem jest Patrick Dodin.

## Demografia
Ludność według grup wiekowych:
| Wiek            | 2007 | %    | 2012 | %    | 2017 | %    |
| --------------- | ---- | ---- | ---- | ---- | ---- | ---- |
| 0 - 14 lat      | 19   | 10,6 | 22   | 11,8 | 23   | 12,2 |
| 15 - 29 lat     | 14   | 7,8  | 19   | 10,2 | 21   | 11,2 |
| 30 - 44 lat     | 37   | 20,6 | 25   | 13,4 | 27   | 14,4 |
| 45 - 59 lat     | 48   | 26,7 | 52   | 28   | 46   | 24,5 |
| 60 - 74 lat     | 42   | 23,3 | 50   | 26,9 | 54   | 28,7 |
| 75 lat i więcej | 20   | 11,1 | 18   | 9,7  | 17   | 9    |

Ludność historyczna:
| Rok                         | 1982 | 1990 | 1999 | 2007 | 2012 | 2017 | 2018 |
| --------------------------- | ---- | ---- | ---- | ---- | ---- | ---- | ---- |
| Populacja                   | 215  | 216  | 159  | 180  | 186  | 188  | 196  |
| Średnia gęstość zaludnienia | 17,5 | 17,5 | 12,9 | 14,6 | 15,1 | 15,3 | 15,6 |

## Zabytki
Niecałe 30 km od miejscowości znajduje się jedna z dróg św. Jakuba, wpisana na Listę Światowego Dziedzictwa UNESCO.